# Gotarz II.
Gotarz II. Partski (perzijsko گودرز دوم‎), veliki kralj Partskega cesarstva, ki je s prekinitvami vladal od leta 38 ali 40 do 51 n. št.. Bil je sin ali posinovljenec Artabana III. Po očetovi smrti leta 38 je skupaj z bratom Vardanom I. nasledil partski prestol, vendar se je temu uprl, * ni znano, † verjetno 51.

## Poreklo
O Gotarzovem življenju pred prihodom na prestol je malo znanega. Četudi je bil uradno sin Artabana III., je bil morda njegov posinovljenec. Jožef Flavij ga ima za brata Vologasa I., Tacit pa ga ne opisuje nedvoumno kot Artabanovega sina,  ampak kot uzurpatorja, odgovornega za umor svojega brata Artabana in njegove družine.
Na skalnem reliefu ob glavni cesti v iranskem Kurdistanu je predstavljen kot "Gotarz, sin Geva". Iz napisa je razvidno, da so ga imeli za sina hirkanskega plemiča Geva, satrapa Hirkanije. Artaban III. je njegovega sina posvojil med svojim  izgnanstvom v Hirkaniji.  Iz napisa na kovancih "Arsak, kralj kraljev, imenovan Gotarz, sin Artabana"  je razvidno, da se je Gotarz kot kralj razglasil za Artabanovega sina.

## Vladanje
Gotarz II. je bil zaradi mnogih umorov zaničevanja vreden vladar.  Ko je na prestol ponovno prišel Vardan I., je Gotarz pobegnil v Hirkanijo in zbral vojsko nomadskih Dahov. Vojna med obema kraljema se je končala s sklenitvijo miru, ker sta se oba bala zarot svojega plemstva. Gotarz II. se je vrnil v Hirkanijo, po Vardanovem umoru okoli leta 47 pa so ga priznali za vladarja celega cesarstva. Po tem dogodku je na svoje kovance dodal običajen partski naslov Kralj kraljev Arsak, dobrotnik, pravičen, vzvišen, prijatelj Grkov, svojega pravega imena pa ni omenil (Epifan). 
Zaradi nezadovoljstva, ki sta ga povzročila njegova okrutnost in razkošno življenje, so njegovi nasprotniki pozvali rimskega cesarja Klavdija, naj jim iz Rima pošlje arsakidskega princa Meherdata, ki so ga imeli za talca. Meherdat je leta 49 prišel preko Evfrata, kjer so na Gotarzov ukaz pretepli in aretirali in mu odrezali ušesa, da kot invalid ne bi mogel zasesti partskega prestola.
Gotarz je kmalu zatem umrl. Tacit piše, da zaradi bolezni, Jožef pa, da je bil umorjen. Njegovi zadnji kovanci so iz junija 51. Za kratek čas ga je nasledil stric Vonon II., njega pa sin  Vologas I..
| Gotarz II. Arsakidska dinastijaRojen: ni znano Umrl: 51 |                                                |                      |
| Vladarski nazivi                                        |                                                |                      |
| Predhodnik: Vardan I.                                   | Veliki kralj (šah) Partskega cesarstva 40 – 51 | Naslednik: Vonon II. |